# Solenopagurus lineatus
Solenopagurus lineatus är en kräftdjursart som först beskrevs av Ed F. Wass 1963.  Solenopagurus lineatus ingår i släktet Solenopagurus och familjen eremitkräftor. Inga underarter finns listade i Catalogue of Life.